# William Henry Sykes

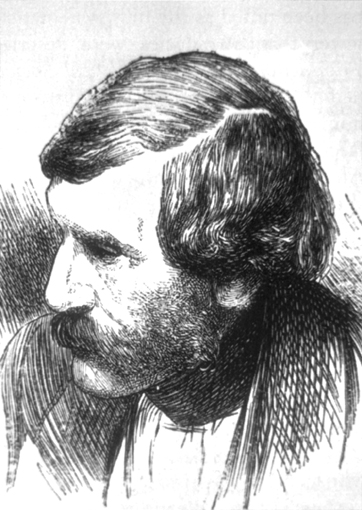
William Henry Sykes.

O Coronel William Henry Sykes (25 de Janeiro de 1790 - 16 de Junho de 1872) foi um oficial do exército britânico na Índia, político e ornitólogo.
Sykes nasceu próximo de Bradford, em Yorkshire, e juntou-se ao exército de Bombaim em 1804, regressando ao Reino Unido em 1837. Foi membro do Parlamento britânico por Aberdeen em 1857, e foi eleito presidente da Royal Asiatic Society em 1858.
Durante a sua estada na Índia, Sykes recolheu animais nativos. Publicou os seus catálogos de aves e mamíferos do planalto do Decão, nos Proceedings of the Zoological Society em 1832. Estes incluíam 56 aves desconhecidas para a ciência, incluído a garça Ardeola grayii. Sykes também estudou os peixes da região, e escreveu artigos sobre as codornizes e Turniciformes da Índia.